# Glitter Awards
I Glitter Awards, anche detti International Gay Film Awards, sono stati dei premi cinematografici statunitensi dedicati ai film a tematica gay, lesbo e trans. La cerimonia di assegnazione si svolgeva ogni anno a Hollywood nel mese di dicembre. L'evento cinematografico è stato istituito nel 2002 e si è chiuso nel 2008 dopo 6 edizioni.
Los Angeles è sede dal 1982 di un altro LGBT film festival chiamato Outfest.